# 三角湧大橋
三角湧大橋為一座連接台湾新北市龍埔路與佳興路、跨越三峽河的橋樑，此座鋼拱橋寬30公尺，長180公尺，有設置行人步道及夜間光雕。最大特色為無落墩橋梁，是全台第二長的不落墩鋼拱橋，並滿足 200 年防洪頻率，有效達到防洪目的。2015年12月5日起開放通車。

主辦機關- 新北市政府新建工程處；設計監造- 杜風工程顧問股份有限公司； 承攬廠商- 榮金營造工程股份有限公司。

## 沿革
工程於2013年11月30日開工，2015年11月11日完工。12月4日晚間舉行完工通車典禮，並為大橋進行光雕點燈儀式，12月5日起開放通車。

## 特色
三角湧大橋外型像一隻美麗的蝴蝶展翅高飛，大橋上設置有LED路燈及夜間光雕，每晚有不同的光雕色彩，並搭配節慶推出特殊主題，橋上人行兼自行車道也提供民眾休閒及賞景的空間。設計滿足200年的防洪頻率，有效達到防洪目的，但並未和三鶯線共構。

## 圖片集

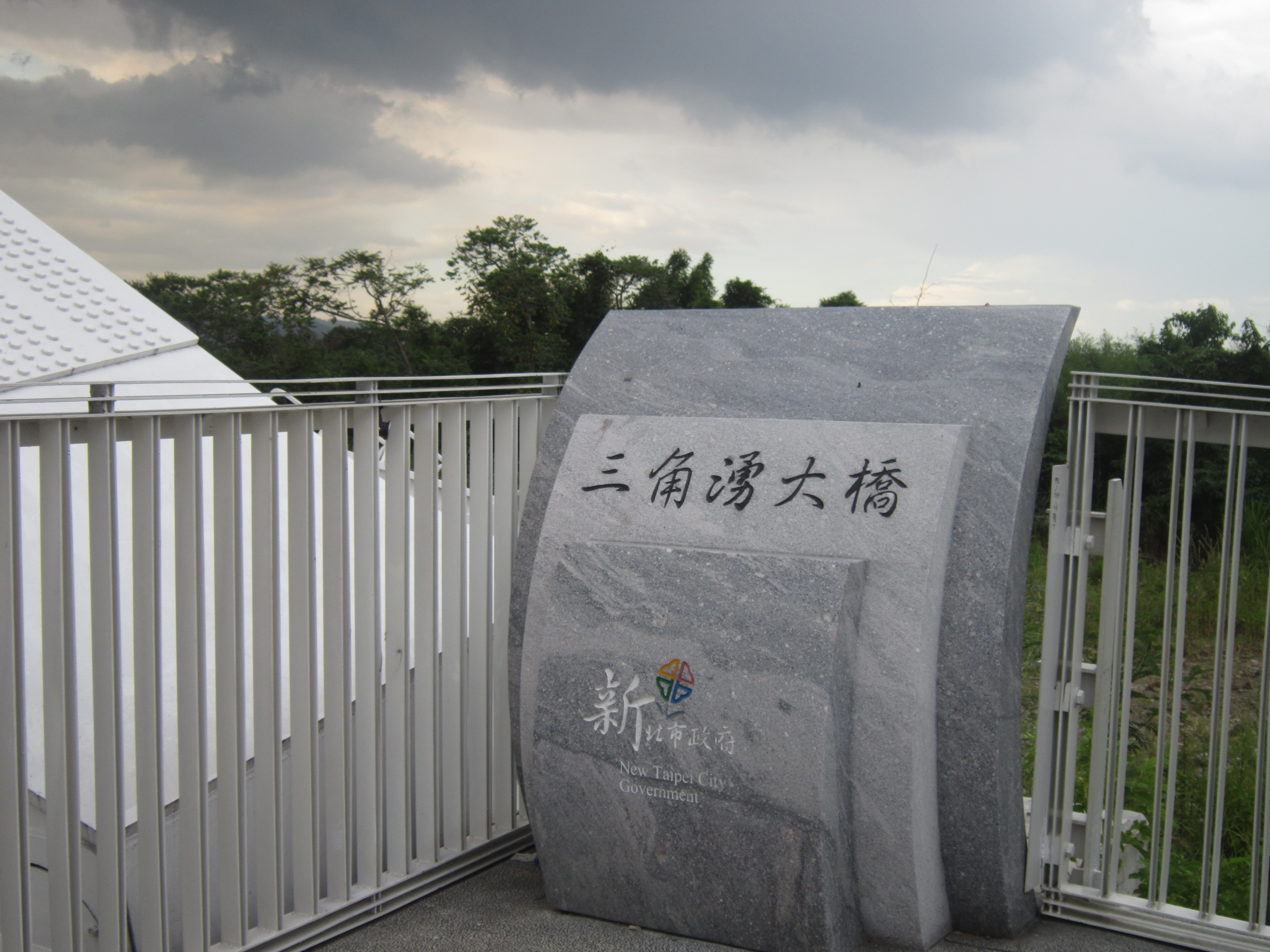
三角湧大橋一旁的橋名標註牌
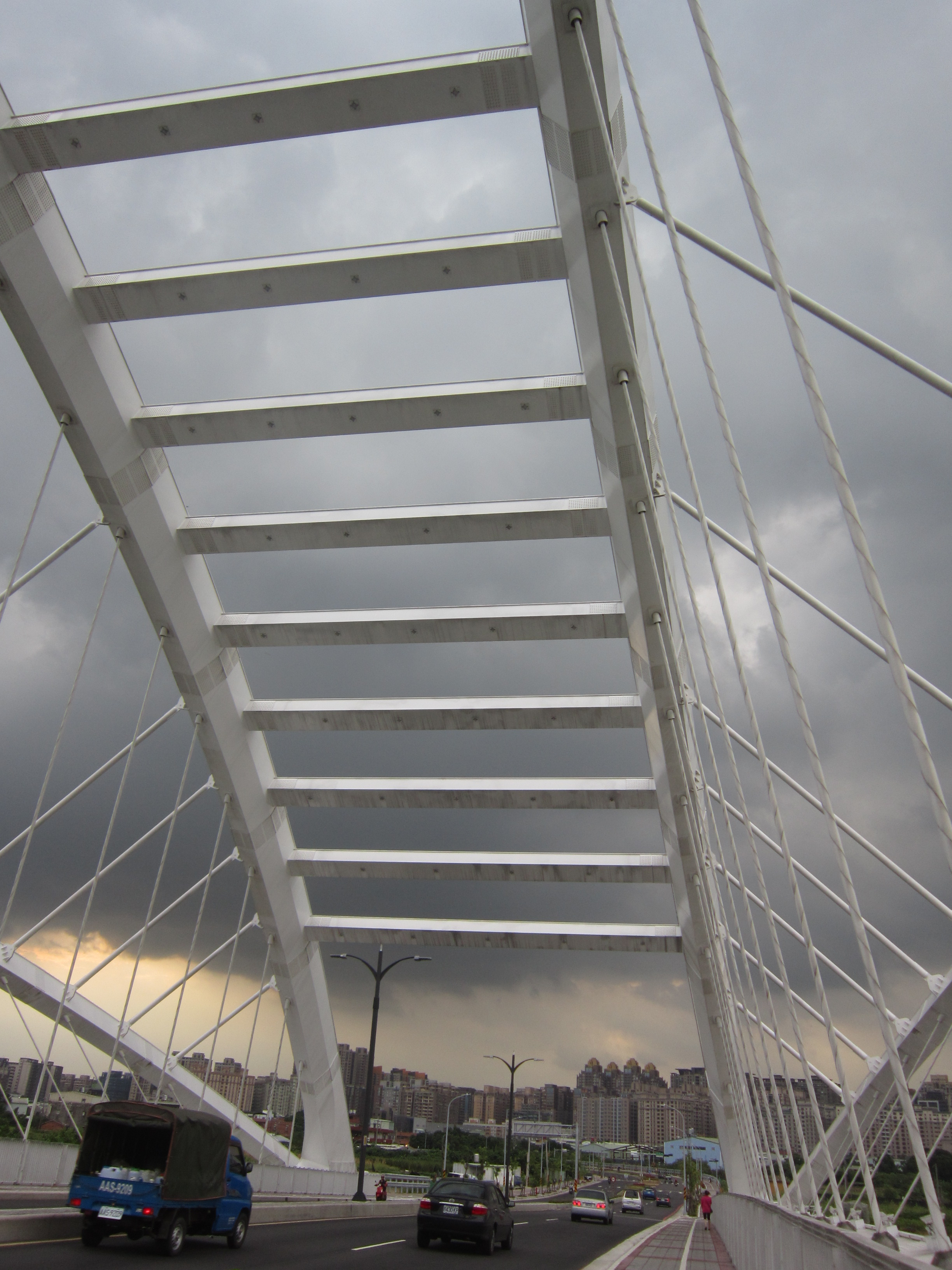
三角湧大橋橋面上的景觀
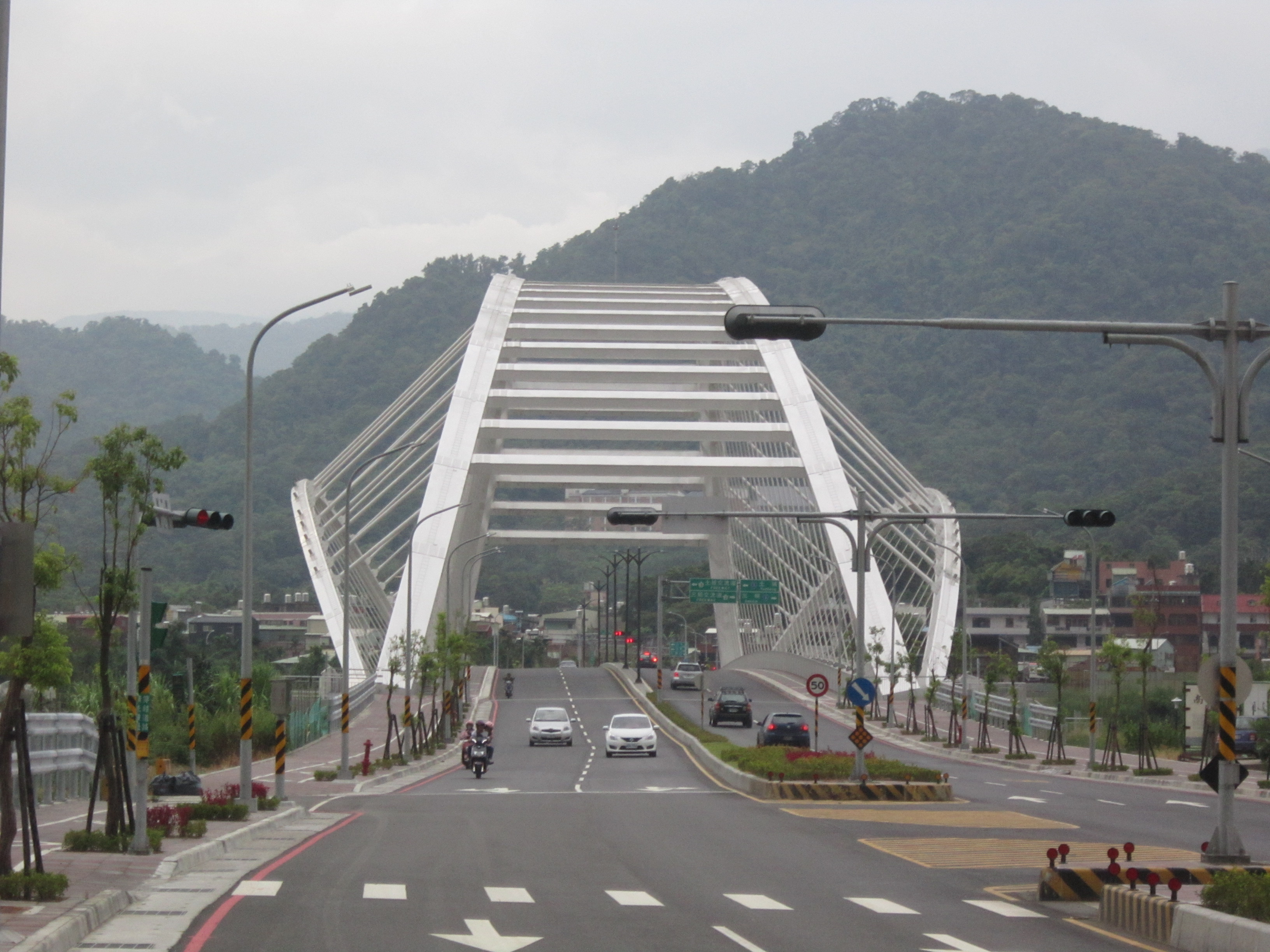
三角湧大橋正面一景(2016年8月)
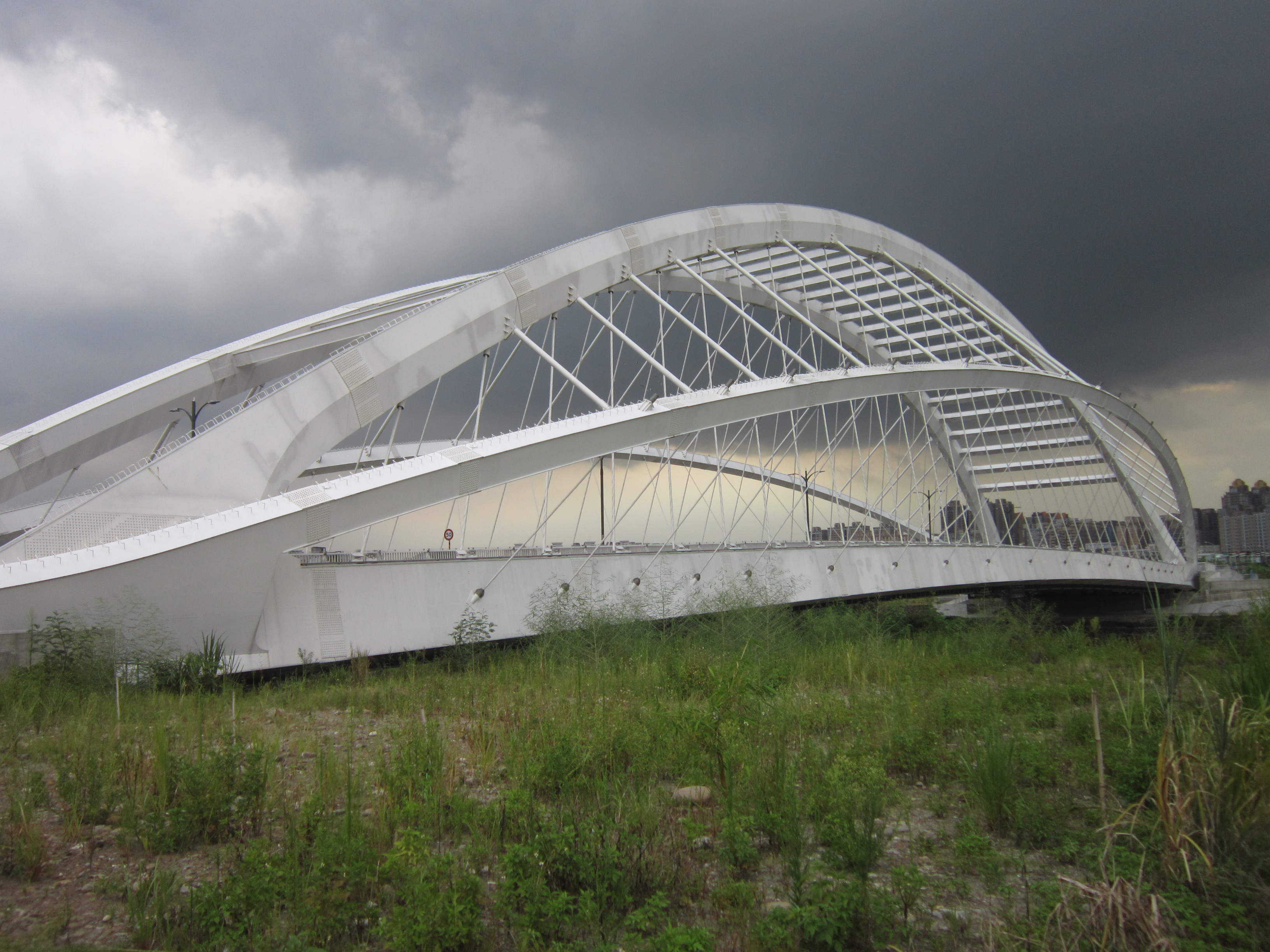
三角湧大橋側面一景